# Plunket Shield 2005/06
Der Plunket Shield 2005/06, aus Gründen des Sponsorings auch State Championship 2005/06 genannt, war die 77. Saison des nationalen First-Class-Cricket-Wettbewerbes in Neuseeland und wurde vom 5. Dezember 2005 bis zum 7. April 2006 ausgetragen. Gewinner waren die Central Districts Stags.

## Format
Die Mannschaften spielten in einer Division gegen jede andere jeweils zwei Spiele. Wenn eine Mannschaft gewinnt und auch nach dem ersten Innings führte, bekommt sie 8 Punkte. Sollte sie nach dem ersten innings zurückgelegen haben 6 Punkte. Wenn eine Mannschaft nach dem ersten Innings geführt hat und das Spiel in einem Draw endet oder das Spiel verloren wird, werden 2 Punkte gutgeschrieben. Wird das Spiel abgesagt werden 3 Punkte vergeben, wird das Spiel begonnen und es gibt keine Entscheidung nach dem 1. Innings bekommen beide Mannschaften 1 Punkt. Des Weiteren ist es möglich, dass Mannschaften Punkte abgezogen bekommen, wenn sie beispielsweise zu langsam spielen oder der Platz nicht ordnungsgemäß hergerichtet ist. Am Ende der Saison tragen der Erst- und Zweitplatzierte ein Finale aus, dessen Sieger der Gewinner des Plunket Shields ist.

## Resultate

### Gruppenphase
Tabelle
Die Tabelle der Saison nahm am Ende die nachfolgende Gestalt an.
| Teams              | Sp. | S | N | U | R | WLF | LWF | DWF | DTF | DLF | ND | A | Punkte | NRW     |
| ------------------ | --- | - | - | - | - | --- | --- | --- | --- | --- | -- | - | ------ | ------- |
| Wellington         | 8   | 4 | 1 | 0 | 0 | 0   | 0   | 2   | 0   | 1   | 0  | 0 | 36     | +12.626 |
| Central Districts  | 8   | 3 | 1 | 0 | 0 | 0   | 0   | 2   | 0   | 2   | 0  | 0 | 28     | +3.185  |
| Otago              | 8   | 3 | 3 | 0 | 0 | 0   | 1   | 1   | 0   | 0   | 0  | 0 | 28     | −3.907  |
| Canterbury         | 8   | 2 | 2 | 0 | 0 | 0   | 0   | 1   | 0   | 3   | 0  | 0 | 18     | −1.983  |
| Auckland           | 8   | 0 | 3 | 0 | 0 | 1   | 0   | 3   | 0   | 1   | 0  | 0 | 12     | −2.170  |
| Northern Districts | 8   | 0 | 2 | 0 | 0 | 0   | 0   | 2   | 0   | 4   | 0  | 0 | 4      | −9.729  |

### Finale
| 3. – 7. April Scorecard | Wellington | Central Districts 312 (131.3) & 221 (53) | – | Wellington 300 (128.2) & 120 (61.5) |
|                         |            | Central Districts gewinnt mit 113 Runs   |   |                                     |